# Claire Renier
Claire Renier, née le 12 janvier 1974 , est une historienne de l'art et plasticienne française.

## Biographie
Claire Renier effectue sa scolarité au lycée Savary de Mauléon aux Sables-d'Olonne (Vendée), avant de faire des études à l'Université Rennes 2. Elle reprend ensuite une formation à l'École supérieure d'art d'Aix-en-Provence, où elle enseigne l’histoire et l'esthétique de l’art de 2004 à 2008.
Elle est désormais à la fois photographe, vidéaste et documentariste, dessinatrice et performeuse. Elle participe à des projets multidisciplinaires, comme le projet européen Mécanismes pour une entente, dans le cadre duquel elle est en résidence à Cracovie en avril-mai 2013 puis une des participantes aux ateliers mobiles de l'été 2013 et aux présentations organisées fin 2013 et début 2014 dans diverses villes. Elle organise des séances de projection de films et de vidéos d’autres artistes.
Claire Renier a publié plusieurs articles sur l’art contemporain et s’intéresse aux relations entre danse, sculpture et cinéma.
Depuis 2005 (Promenade sur la Petite ceinture), elle organise des promenades-performances ou « marches obliques » (Marseille, Cracovie, Paris...) et participe à l'organisation des Rencontres artistiques et permacoles à la ferme du Bez à Saint-Roman (Drôme) qui a succédé en 2014 à l'édition 2013 à la ferme de Paulianne de Luc-en-Diois.

## Expositions
- Fotofever, novembre 2014, Carrousel du Louvre (avec Pierre Thibaut et Chantal Dugave)[5]
- Par les soirs bleus, mars-avril 2012, Galerie Mona Lisait, 17 bis rue Pavée, Paris 4e
- Contrevoies avec Bernard Plossu et Michael Serfaty, Aix-en-Provence, 2011  (ISBN 978-2-84761-836-5)
- Les Yeux fermés, mars–mai 2011, Galerie du Buisson (plate forme d’échange et de rencontre sur la création contemporaine)[6]
- Affleurement, Galerie 2 pièces-cuisine, janvier 2004[7]

## Filmographie
- Le Diamant[9], documentaire, 2014 (46 min 30)[10]
- Snaking, 2008 (3 min 02 s)
- La rampe, 2003-2009 (5 min 33 s)